# Eilema gracilipennis
Eilema gracilipennis là một loài bướm đêm thuộc phân họ Arctiinae, họ Erebidae.